# Aldama, Guanajuato
Aldama är en ort i Mexiko.   Den ligger i kommunen Irapuato och delstaten Guanajuato, i den centrala delen av landet, 270 km nordväst om huvudstaden Mexico City. Aldama ligger 1 798 meter över havet och antalet invånare är 4 044.
Terrängen runt Aldama är lite kuperad, och sluttar västerut. Runt Aldama är det tätbefolkat, med 276 invånare per kvadratkilometer. Närmaste större samhälle är Irapuato, 16,1 km söder om Aldama. Trakten runt Aldama består till största delen av jordbruksmark.